# Staatsbürgerliche Vereinigung
Die Staatsbürgerliche Vereinigung 1954 e. V. war ein 1954 von der CDU und Vertretern der deutschen Industrie gegründeter gemeinnütziger Verein, der in mehreren Parteispendenaffären eine zentrale Rolle spielte. Er wurde 1990 aufgelöst. Der Verbleib des Vermögens wurde nicht geklärt.

## Gründung
Der Verein wurde 1954 von der CDU unter Bundeskanzler Konrad Adenauer und Vertretern der deutschen Wirtschaft zur Parteienfinanzierung gegründet. Laut Satzung war sein Zweck die „Förderung des demokratischen Staatswesens in der Bundesrepublik Deutschland, insbesondere Verteidigung und Festigung der im Grundgesetz verankerten persönlichen und politischen Grundrechte“. Zu den wichtigsten Gründungsmitgliedern gehörten neben Konrad Adenauer der Bankier Robert Pferdmenges, der Jurist und spätere ZDF-Verwaltungsdirektor Franz Huch, der erste BDI-Präsident Fritz Berg, BDI-Hauptgeschäftsführer Gustav Stein sowie BDA-Vorstand Hans Constantin Paulssen. Gründungssitz war Köln. Man folgte mit der Gründung der Idee einer bereits 1949 gegründeten Initiative, dem Pyrmonter Abkommen, mit dem die Vertreter einiger Interessenverbände Ludwig Erhards Wirtschaftspolitik durch einen „Wahlfonds“ unterstützen wollten.

## Hintergrund
Der Verein hatte eine politische Zielsetzung: CDU und FDP sollten Spenden bekommen, in der Zeit der sozialliberalen Koalition flossen später auch Gelder an die SPD, aber in den 1960er Jahren sollte eine SPD-Regierung verhindert werden. Anfang der 1970er-Jahre beschrieb der Manager Eberhard von Brauchitsch die Grundsätze der „politischen Landschaftspflege“ wie folgt: „Wir haben dieses als eine staatsbürgerliche Pflicht angesehen. In der Verfassung steht, dass die Parteien das Transportband zwischen der Bevölkerung und der Gesetzgebung sind. Und dafür brauchten sie Geld.“

## Funktion als „Spendenwaschanlage“
Der Verein ermöglichte es Unternehmen und Verbänden, anonym und ohne Versteuerung Geld an politische Parteien zu spenden. Da der Verein als gemeinnützig anerkannt war, konnten die Spender aus der Wirtschaft die Beträge voll von der Steuer absetzen. Die Spender blieben anonym, da mittels des Vereins das Parteiengesetz, das Parteien verpflichtet, über die Herkunft ihrer Mittel Rechenschaft abzulegen, umgangen wurde. Die Spendengelder flossen vor allem an die CDU, aber auch an FDP und CSU und in den 1970er Jahren auch an die SPD. Insgesamt handelte es sich um einen Betrag von bis zu 214 Millionen DM zwischen 1960 und 1980. Zwischen 1952 und 1958 erhielten CDU/CSU, FDP und DP zusammen sieben Millionen Mark jährlich für die laufenden Ausgaben (ohne Wahlkosten), aufgeteilt nach ihrer Stärke im Parlament.
In der Praxis funktionierte das Steuersparmodell so, dass die Unternehmer das an die Staatsbürgerliche Vereinigung abgeführte Geld von ihrer Einkommensteuer absetzten, so die Höhe ihrer Steuerschuld verringerten und effektiv den Staat auf dem Wege über den Steuerverzicht an der Spende beteiligten. In der obersten Progressionsstufe (Steuersatz damals 53 %) kostete dem Steuerpflichtigen daher eine 1000-Mark-Spende effektiv nur 470 Mark.
Mit dem Jahr 1958 wurde die Spendenpraxis aus steuerrechtlichen Gründen rechtswidrig, nachdem die SPD beim Bundesverfassungsgericht Klage einreichte. Das Gericht erklärte im Jahr 1958 die unbegrenzte steuerliche Abzugsfähigkeit von Spenden an politische Parteien für verfassungswidrig. Es liege eine unverhältnismäßige Bevorzugung ausgewählter wirtschaftsnaher Parteien vor. Infolge der Progression profitierten von der Steuerbegünstigung die wohlhabenden Bürger mehr als die ärmeren, argumentierte das Gericht. Das verstoße gegen den Gleichheitsgrundsatz. Zweitens würden die Parteien mit stärkerem Anhang in begüterten Kreisen aus diesen Spenden mehr Nutzen ziehen als andere, die vor allem einfache Leute zu ihren Wählern zählten, was die Chancengleichheit der Parteien verletze.
Als Folge dieses höchstrichterlichen Urteils stockte der Spendenfluss von den Unternehmern. Die Staatsbürgerliche Vereinigung widmete sich daher ab 1959 „überparteilicher Bildungsarbeit“, nachdem der Bundestag den drei Parteien im Parlament fünf Millionen Mark für „politische Bildungsarbeit“ bewilligt hatte – in Wirklichkeit war dies getarntes Geld für die allgemeine Parteiarbeit. Der Bundestag bewilligte für die politische Bildungsarbeit 1950 bis 1961 jährlich 5 Mio. DM, 1962 bis 1963 20 Mio. DM und ab 1964 38 Mio. DM.
Daneben wurden aber weiterhin Spenden angenommen. Mittels des als gemeinnützig anerkannten Vereins konnten die Spender aus der Wirtschaft ihre Beiträge unter Umgehung dieses Urteils weiterhin in voller Höhe von der Steuer absetzen. Die Spender machten sich dabei jedoch der Steuerhinterziehung strafbar. Für die handelnden Personen auf Seite der Parteien stand eine strafrechtliche Verantwortung wegen Beihilfe im Raum.
Der Vereinssitz wurde aus dem SPD-regierten Nordrhein-Westfalen nach Mainz ins CDU-regierte Rheinland-Pfalz verlegt. Hintergrund war wohl auch, dass seit Mitte der siebziger Jahre Klaus Förster, Leiter der Steuerfahndungsstelle St. Augustin, dieser und anderen „Waschanlagen“ auf der Spur war. Die beschriebene Praxis wurde im Zusammenhang mit der Flick-Affäre auch durch Försters Vorarbeiten öffentlich. Einen Tag vor Beginn des Prozesses im Mai 1980 wurde der Verein im Koblenzer Vereinsregister gelöscht.
Das Bundesverfassungsgericht erklärte dieses Vorgehen in einem Urteil von 1979 zum zweiten Mal für rechtswidrig.

## Verbleib des Vermögens
Bis heute ist der Verbleib einiger der Geldmittel des Vereins unklar. Es gibt Vermutungen, dass sowohl die im Zusammenhang mit der Spendenaffäre der Hessen-CDU und Casimir Johannes Prinz zu Sayn-Wittgenstein-Berleburg in der Schweiz aufgetauchten Millionen, als auch die angeblich von anonymen Spendern an Altkanzler Helmut Kohl übergebenen Geldmittel ursprünglich von der Staatsbürgerlichen Vereinigung stammen. In seinen posthum veröffentlichten Memoiren formulierte Wolfgang Schäuble die Vermutung, dass auch bisher nicht bekannte verdeckte Finanzmittel der CDU/CSU-Fraktion im Deutschen Bundestag aus den Mitteln des Vereins zustande kamen.
Neben dem Verein dienten den Parteien weitere Vereine und Stiftungen, z. B. die Europäische Unternehmensberatungsanstalt oder der Verein zur Erhaltung der Rechtsstaatlichkeit und bürgerlichen Freiheiten, als „Spendenwaschanlage“.

## Kritik
Das Nachrichtenmagazin Der Spiegel kommentierte dazu: „Die Kontinuität von Akteuren und Methoden spricht jedenfalls dafür, dass die SV-Gelder im Einflussbereich der CDU geblieben sind. Möglich, dass sich die Hessen-Millionen, die Casimir Prinz zu Sayn-Wittgenstein so vortrefflich in der Schweiz mehrte, daraus speisten; oder dass die nun aufgetauchten Millionen der Bundes-CDU dort ihre Quellen haben und auch Kohls anonyme Spender schlicht den Namen 'Staatsbürgerliche Vereinigung' tragen.“

## Dokumentationen
- Jean-Michel Meurice: Schwarze Kassen, Dokumentarfilm, ARTE France, Maha und Anthracite (2008 – 70’), Jean-Michel Meurice, Frankreich 2008
- Bimbes – Die schwarzen Kassen des Helmut Kohl. Das Erste, abgerufen am 6. April 2019.